# アンシャン・レジーム
アンシャン・レジーム（仏: Ancien régime、直訳：古い体制）とは、フランス革命以前のブルボン朝、特に16 - 18世紀の絶対王政期のフランスの社会・政治体制をさしている。アレクシス・ド・トクヴィルが『アンシャン・レジームと革命』、イポリット・テーヌが『近代フランスの起源』を著した事によって歴史用語として定着した。日本語では、旧体制、旧秩序、旧制度などと訳語があてられる。転じて、（フランス以外での）旧体制を指す比喩としても用いられる。

## 概要

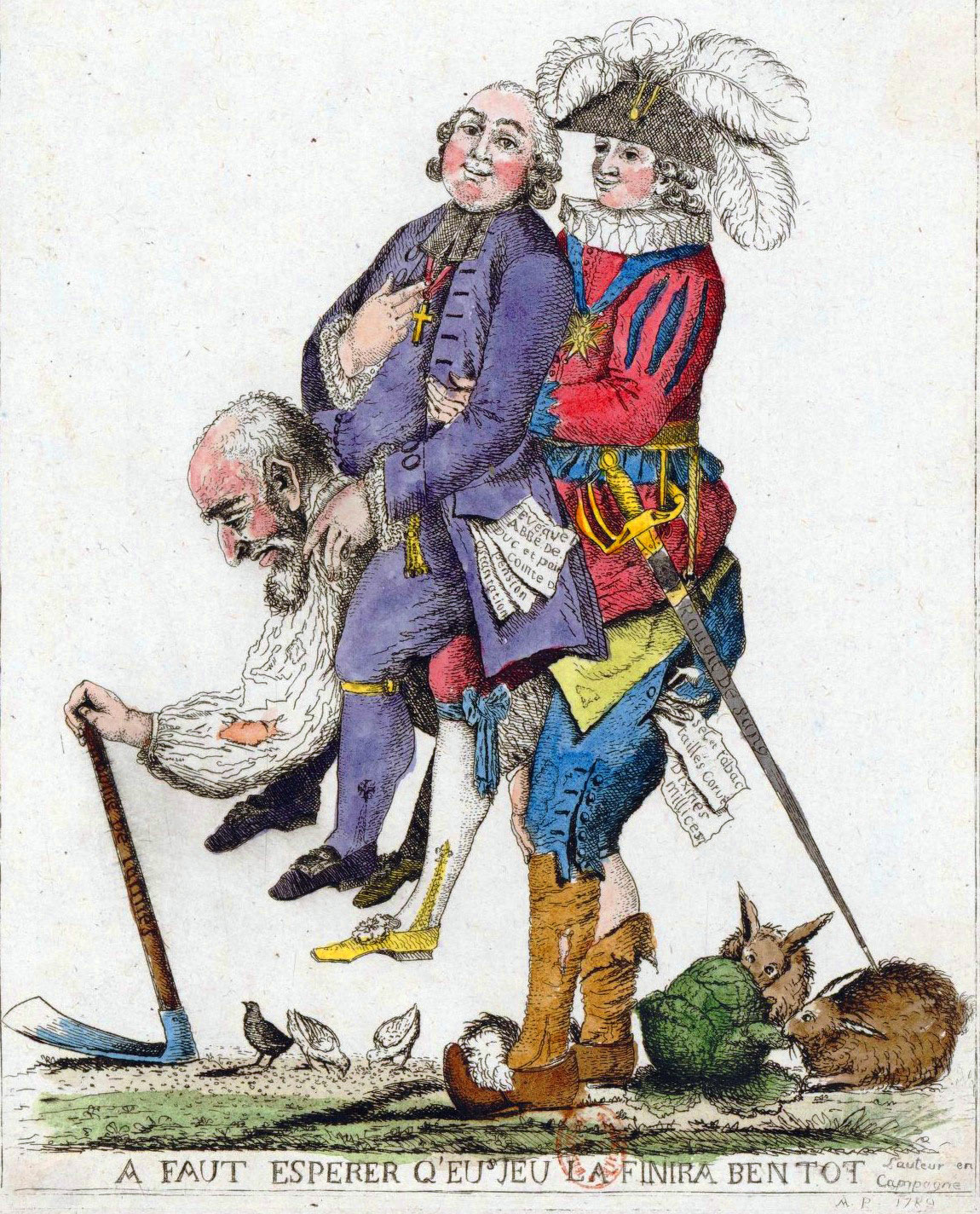
アンシャン・レジームを風刺した画
第三身分者が聖職者と貴族を背負う

### 身分制度
アンシャン・レジームで、国民は三つの身分に大別されていた。第一身分は聖職者、第二身分は貴族、第三身分は市民や農民である。このうち第一身分と第二身分はいわゆる特権身分であり、免税特権を持っていた。第三身分は通常国政に関与する事はできないが、身分別議会である三部会に代表を送り込む権利を持っていた。しかし、アンシャン・レジーム下で三部会はほとんど行われなかった。
この身分制度は固定的なものではなく、裕福な第三身分は売官制によって貴族の身分を買う事ができた。これを法服貴族という。法服貴族で構成される高等法院はしばしば国王と対立した。一方世襲的な帯剣貴族の中には没落するものも現れた。

## 崩壊
ルイ14世、ルイ15世の時代の相次ぐ戦争は、フランス国家の財政困窮を招いた。ルイ16世は高等法院の復活や三部会開催により打開しようとしたが第一・第二身分の抵抗によって行き詰まり、不満を持ったブルジョワ層によるフランス革命の勃発でアンシャン・レジームは崩壊した。その後、ナポレオン政権下においては圧殺されていたが、王党派による白色テロは続いた。1815年のナポレオンの失脚によりアンシャン・レジームは復活したが、国内には王党派とボナパルティストとの深刻な対立が残された。もっともフランス復古王政下の反動的な政治体制は長続きせず、やがて七月革命で打倒される。